# The Croods
The Croods is een Amerikaanse komische animatiefilm uit 2013 geregisseerd door Kirk DeMicco en Chris Sanders met de stemmen van onder meer Nicolas Cage en Emma Stone. Producent DreamWorks Animation bracht in 2020 een vervolgfilm,  een televisieserie verscheen al in 2015 op Netflix.

## Verhaal
De film speelt zich af in het "Croodaceous", een fictief deel van het Plioceen, en draait om de Croods, een familie bestaande uit vader Grug (stem Nicolas Cage), moeder Ugga (Catherine Keener), dochter Eep (Emma Stone), zoon Thunk (Clarke Duke), babydochter Sandy en Ugga's moeder Gran (Cloris Leachman). De omstandigheden zijn zwaar en gevaarlijk en Grug is van mening dat ze alleen door zijn extreme voorzichtigheid nog leven. Dit is echter niet naar de zin van de avontuurlijke Eep, die zich dood verveelt. Op een nacht ontmoet ze de jonge Guy (Ryan Reynolds), die vuur kan maken, wat zij nog nooit gezien heeft.

## Rolverdeling

### Engelse stemmen
| Acteur           | Personage   | Opmerkingen                                            |
| ---------------- | ----------- | ------------------------------------------------------ |
| Nicolas Cage     | Grug Crood  | Vader Croods.                                          |
| Emma Stone       | Eep Crood   | Grugs tienerdochter. Tevens de verteller.              |
| Ryan Reynolds    | Guy         | Slimme nomadenjongen waar Eep verliefd op wordt.       |
| Catherine Keener | Ugga Crood  | Grugs vrouw.                                           |
| Cloris Leachman  | Gran        | Ugga's moeder.                                         |
| Clark Duke       | Thunk Crood | Grugs negenjarige zoon.                                |
| Randy Thom       | Sandy Crood | Grugs peuterdochter.                                   |
| Chris Sanders    | Belt        | Guys luiaard. Sanders is ook co-regisseur van de film. |

### Nederlandse Stemmen
- Matteo van der Grijn als Grug Crood
- Sanne Wallis de Vries als Ugga Crood
- Tim Knol als Thunk Crood
- Saar Koningsberger als Iep Crood
- Paula Majoor als oma Gran
- Waldemar Torenstra als Guy

## Prijzen en nominaties
Onder meer:
- Academy Awards: Beste animatiefilm (genomineerd).
- Golden Globes: Beste animatiefilm (genomineerd).